# Mark Flatts
Mark Michael Flatts (* 14. Oktober 1972 in Islington oder Haringey, London) ist ein ehemaliger englischer Fußballspieler.

## Karriere
Flatts schloss sich im Januar 1987 noch während seiner Schulzeit, als er für die Schulauswahlen von Haringey und Middlesex aktiv war, dem FC Arsenal an und besuchte anschließend von 1987 bis 1989 zwei Jahre lang die FA School of Excellence in Lilleshall. Mit dem Ende seiner Schulzeit unterzeichnete er 1989 zunächst einen Ausbildungsvertrag bei Arsenal und stieg im Dezember 1990 zum Profispieler auf. Flatts war mehr klassischer Flügelspieler denn moderner Mittelfeldspieler, schnell und trickreich, mit seiner Beidfüßigkeit und plötzlichen Tempowechseln stark im Eins gegen Eins und an guten Tagen in der Lage präzise Flanken zu schlagen; aber eher unwillig am Defensivspiel teilzunehmen, oftmals mit leichten Ballverlusten und stark schwankenden Leistungen.
Nachdem Trainer George Graham ihn erstmals im September 1992 gegen Sheffield United in der Premier League eingesetzt hatte, folgten bis Saisonende neun weitere Ligaeinsätze. Insbesondere seine Leistung gegen Manchester City im Januar 1993, als er Manchesters Linksverteidiger Terry Phelan vor große Probleme stellte und die Vorlage zum 1:0-Siegtreffer von Paul Merson gab, ragte dabei heraus. Flatts gelang es in den folgenden Spielzeiten nicht, an seine vielversprechenden Ansätze anzuknüpfen und so folgten mehrere Leihphasen bei unterklassigen Klubs. Im Herbst 1993 war er zeitweise bei Cambridge United, Anfang 1994 folgte ein zweimonatiger Aufenthalt bei Brighton & Hove Albion. Obwohl er dort regelmäßig zum Einsatz gekommen war, änderte sich an seiner Situation bei Arsenal wenig und es folgten im Frühjahr 1995 mit Bristol City und ein Jahr später mit Grimsby Town zwei weitere Aufenthalte auf Leihbasis. Bei Grimsby stand angesichts des auslaufenden Vertrags bei Arsenal auch eine permanente Verpflichtung zur Debatte, nachdem er unentschuldigt Trainingseinheiten und zwei Reservespielen ferngeblieben war, erfolgte die abrupte Rückkehr zu Arsenal. Der mittlerweile verantwortliche Arsenal-Trainer Bruce Rioch sah von einer Vertragsverlängerung ab und so endete Flatts' Zeit beim Hauptstadtklub im Sommer 1996.
Eine Rückkehr in den Profifußball gelang ihm in den folgenden Jahren trotz Probetrainings bei Torino Calcio (1996), Manchester City (1996), FC Watford (1996), FC Barnet (1997), Colchester United (1999) und Queens Park Rangers (2000) nicht mehr. Nach Stationen im Non-League football bei Kettering Town und dem Bishop’s Stortford FC endete um 2000 seine Laufbahn im überregionalen Fußball.